# アルキノール

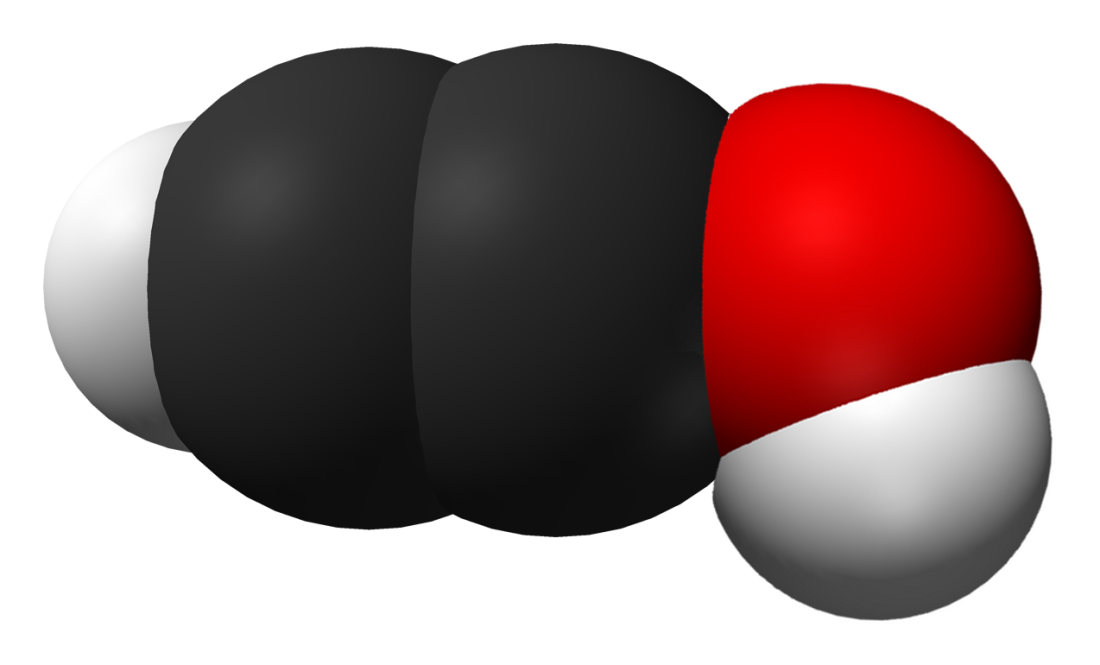
もっとも単純なエノールであるエチノール

プロパルギルアルコールの構造

アルキノール（Alkynol）は、アルキンとアルコール基を持つ化合物である。従って、構造中にC≡C三重結合とヒドロキシ基を持つ。いくつかのアルキノールは、化学産業において中間体の役割を果たす。
略称のイノール(Ynol)という用語は、通常、三重結合(C≡C−OH)を構成する2つの炭素原子のうちの1つにヒドロキシル基が結合したアルキノールを指す。イノールは、ケテンと互変異性である。
イノールの脱プロトン化アニオンは、イノラートとして知られる。

## 合成
アルキノールは、通常液体アンモニア中で、カルボニル化合物をアルキニル化することで合成される。

## イノラート

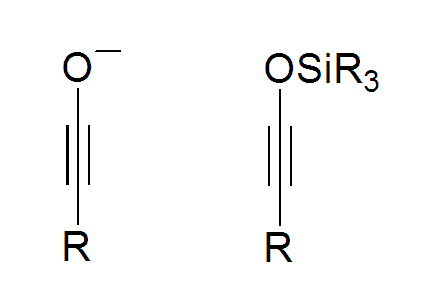
イノラート（左）と一般的なシリル誘導体（右）の分子構造

イノラートは、負電荷を持つ酸素原子がアルキン基に付加した化合物である。1975年にSchöllkopfとHoppeにより、3,4-ジフェニルイソオキサゾールのn-ブチルリチウム開裂反応によって最初に合成された。
合成上は、ケテン前駆体またはシントンとしてふるまう。

## イノール-ケテン互変異性
エノールがアルデヒドやケトンに変わりうるように、イノールはケテンに変わりうる。イノールの互変異性は通常不安定で、長くは持続せずにケテンに変化する。これは、酸素が炭素よりも電気陰性なためより強い結合を作るからである。例えば、エチノールはエテノンと素早く相互変換する。
| イノール-ケテン互変異性 | イノール-ケテン互変異性 |
| ----------------------- | ----------------------- |
|                         |                         |
| エチノー                | エテノン                |

## 文献
- Allinger, Cava, de Jongh, Johnson, Lebel, Stevens: Organische Chemie, 1. Auflage, Walter de Gruyter, Berlin 1980, ISBN 3-11-004594-X, p. 749.
- Beyer / Walter: Lehrbuch der Organischen Chemie, 19. Auflage, S. Hirzel Verlag, Stuttgart 1981, ISBN 3-7776-0356-2, pp. 98–99, 122.
- K. Peter C. Vollhardt, Neil E. Schore: Organische Chemie, 4. Auflage, Wiley-VCH, Weinheim 2005, ISBN 978-3-527-31380-8, p. 632.